# Niphadoses dengcaolites
Niphadoses dengcaolites is een vlinder uit de familie van de grasmotten (Crambidae). De wetenschappelijke naam van de soort is voor het eerst geldig gepubliceerd in 1978 door Wang & Sung.